# Протестантизм в Санкт-Петербурге
Протестанты жили в Санкт-Петербурге практически с самого его основания. Это связано с тем, что Пётр I благоволил иностранным специалистам, которые реализовывали его план строительства европейского города на северо-западе России.

## Этноконфессиональный период
Старейшая лютеранская церковь Санкт-Петербурга немногим младше самого города. Деревянное здание было построено в 1704 (по другим данным в 1705) году на территории Петропавловской крепости первым обер-комендантом Санкт-Петербурга Романом Брюсом. Позже (по одним данным — в 1710 году, по другим — после смерти Брюса то есть после 1720 года) перенесена к Мытному двору на Городовой остров. В 1720-х годах церковь была ещё раз перенесена, на сей раз к Пятой Линии Литейной части (современная Кирочная улица), где в то время проживало много лютеран, в основном служащих Литейного двора.
Первые протестанты c 1704 года собирались в доме Корнилия Крюйса. В 1724 году голландцы-реформаты возвели свою собственную церковь на берегу Мойки. C 1728 года существовала немецкая лютеранская община на Васильевском острове и на Невском. В 1734 году появился свой храм и у шведских лютеран, а в 1740 году обрели свою кирху св. Анны и немцы-лютеране на Кирочной улице. Особенностью первого этапа протестантизма в Санкт-Петербурге был «иноземный» характер.
В течение XVIII в. в Петербурге сложились 12 самодостаточных протестантских общин: три немецкие лютеранские, шведская лютеранская, финская лютеранская, две разнонациональные в кадетских корпусах, голландская реформатская, сводная немецкая реформатская и французская реформатская, англиканская (Английская набережная, 56) и немецкая «евангелических братьев». Совокупное число только взрослых членов общин в конце столетия превышало 6000 человек
К XIX веке в центре Петербурга образовался целый лютеранский квартал, ограниченный Большой Конюшенной, Малой Конюшенной, Невским проспектом и Шведским переулком. Внутри него до сих пор действуют три лютеранских храма: Марии (финский), Екатерины (шведский) и Петра и Павла (немецкий).
Ограничения («золотая клетка») со стороны властей, в частности, строгий запрет на проповедь по-русски, приводили к замыканию традиционных протестантских общин по национальному признаку и гонениям на распространителей новых учений, таких, как штунда, а затем и баптизм.

## «Духовное пробуждение»
Возникновение евангельского христианства в среде российской аристократии связана с визитом в Санкт-Петербург Гренвилла Редстока в 1874 году. Это событие получило известность в протестантской литературе как «Петербургское пробуждение». Во главе русских последователей Редстока стал Василий Пашков. Уже в 1884 году в Санкт-Петербурге прошел первый съезд христиан-баптистов, штундистов, меннонитов и пашковцев, за которым последовала жесткая реакция со стороны властей (все делегаты были арестованы). В 1909 году в Санкт-Петербурге провели свой съезд евангельские христиане, который был подготовлен прибывшим в 1901 в Петербург Иваном Прохановым.

## Современность
К настоящему времени в Петербурге действует около 10 лютеранских храмов: Петрикирхе (кафедральный собор ЕЛКРАС), общины св. Марии (кафедральный собор ЕЛЦИ), Михаила (на В.О.), св. Анны (на Кирочной улице), две кирхи св. Екатерины (на В.О. и при шведском посольстве), Зеленогорская, Ломоносовская и Пушкинская кирха, эстонский приход св. Иоанна. В 2003-2010 существовала лютеранская община пастора Владимира Картунена "Преображение".
Также проводят свои собрания баптисты (Дом молитвы на Поклонной горе), пятидесятники, адвентисты, пресвитериане («корейские христиане»), методисты, а также реформаты и англикане — две последние общины проводят свои богослужения в Шведской церкви св. Екатерины. В 2012 году протестанты начали миссионерскую работу среди трудовых мигрантов из стран Средней Азии